# Disco d'Oro (Bologna)
(Enrico Brizzi)
Il Disco d'Oro è un negozio, nonché punto di riferimento musicale per la generazione bolognese degli anni settanta e ottanta del XX secolo.

## Storia
L'attività commerciale iniziò nel 1976 in via Marconi, nel centro storico di Bologna, per iniziativa di Tiziano Figlioli e Federico Venturoli che puntarono sul punk e la new wave, rifornendo il negozio con frequenti viaggi a Londra e New York. In quegli anni, il Disco D'Oro supportò Radio Alice, all'epoca l'emissione radiofonica libera privata più importante della regione Emilia-Romagna.
Nel 1981 l'esercizio cambiò sede e si trasferì in via Galliera. È proprio qui che la corrente punk prese luogo in città. Attraverso le serate organizzate dallo staff, nacquero band famose in tutta la cerchia urbana, tra le quali The Valentines e i Confusional Quartet.
È stato un punto di ritrovo per artisti bolognesi, tra i quali Red Ronnie, Andrea Pazienza, Filippo Scozzari, Massimo Iosa Ghini, i Gaznevada e gli Skiantos, band che si è esibita più volte nel locale. È stato citato in diverse opere letterarie dedicate a Bologna e alla musica punk.
Nel 2016, il quarantennale dell'attività è stato celebrato con alcuni dj-set e un concerto di Vince Pastano.